# 中本晃
中本 晃（なかもと あきら、1945年11月25日- ）は、日本の技術者、実業家。島津製作所代表取締役社長を経て、同社代表取締役会長、京都工業会元会長。

## 人物・経歴
鳥取県生まれ。鳥取県立米子東高等学校を経て、1969年大阪府立大学工学部卒業、島津製作所入社。品質保証部長、LC部長等を経て、2000年執行役員。2001年取締役。2007年専務取締役。2009年から代表取締役社長を務め、自己資本利益率の向上にあたった。2015年代表取締役会長。2018年京都工業会会長。日本産業機械工業会常任幹事、日本機械輸出組合理事、日本計量機器工業連合会会長等も歴任した。
2023年4月旭日重光章受章。

## テレビ出演
- 日経スペシャル カンブリア宮殿（テレビ東京）
  - 見えないものが見える！測れる！ ニッポンのものづくりを支える最先端の老舗企業（2015年2月26日）[12]
  - コロナに挑んだ100年のものづくり！（2020年6月18日）[13]